# Roman Inderst
Roman Inderst (* 13. April 1970) ist ein deutscher Ökonom. Er ist Inhaber des Lehrstuhls für Finanzen und Ökonomie am House of Finance der Goethe-Universität in Frankfurt am Main.

## Leben
Inderst erwarb einen BA in European Business Administration an der ESB Reutlingen, einen MA in Soziologie an der Universität Hagen und einen MA in Volkswirtschaftslehre an der Humboldt-Universität zu Berlin. Er wurde 1998 an der Freien Universität Berlin promoviert und habilitierte sich 2002 an der Universität Mannheim. Nach Aufenthalten als Assistenz-Professor an der Universität Mannheim, am University College London und an der London School of Economics (LSE) forschte und lehrte er an der französischen Business-Schule Insead und an der LSE, bevor er 2006 nach Frankfurt ging.

## Werk
Inderst gehört aufgrund seiner umfangreichen Publikationstätigkeit zu den forschungsstärksten Ökonomen im deutschsprachigen Raum. Im Handelsblatt Volkswirte-Ranking, das die Forschungsleistung von Ökonomen in Deutschland, Österreich und der deutschsprachigen Schweiz gemessen an der Qualität der Publikationen seit 2004 analysiert, belegt er regelmäßig vorderste Plätze. Das jüngste VWL-Ranking aus dem Jahr 2013 listet ihn in der Rubrik Aktuelle Forschungsleistung der vergangenen fünf Jahre auf Rang 1. In der Bewertung des Lebenswerks befindet sich Inderst auf Platz 3.
Inderst ist seit Jahren Mitglied im Wissenschaftlichen Beirat des Bundesministeriums für Wirtschaft und Technologie.

## Ehrungen
- 2010: Leibnizpreis der Deutschen Forschungsgemeinschaft (DFG)[4]
- 2010: Gossen-Preis des Vereins für Socialpolitik[5]